# Ісак Ссеванкамбо
Ісак Ссалі Ссеванкамбо (швед. Isak Ssali Ssewankambo, нар. 27 лютого 1996, Гетеборг, Швеція) — шведський футболіст угандійського походження, фланговий захисник клубу «Естерсунд».
Грав також у складі молодіжної збірної Швеції.

## Ігрова кар'єра

### Клубна
Ісак Ссеванкамбо починав грати у футбольній академії шведського «Гетеборга». У віці чотирнадцяти років Ісак покинув Швецію і перебрався до Англії, де продовжив грати у резервному складі лондонського «Челсі».
Але по закінченні академії Ссеванкамбо не залишився в «Челсі», а підписав річний контракт з нідерландським клубом «НАК Бреда», де він зарекомендував себе як гравця основи, граючи на правому фланзі захисту. У 2015 році футболіст знову повернувся до Англії але за весь рік травми завадили йому зіграти в основі «Дербі Каунті» хоча б один матч в чемпіонаті.
Тому в березні 2016 року ссеванкамбо вирішив покинути Англію і відгукнувся на пропозицію Уле-Гуннара Сульшера і підписав трирічний контракт з норвезьким «Молде». Але і тут травми не дали футболіст в повній мірі розкрити свої здібності і Ісак багато часу пропустив, відновлюючись після пошкоджень. Короткий час у 2018 році Ссеванкамбо провів в оренді у шведському «Мальме», з яким встиг пограти у матчах Ліги Європи. Після цього «Молде» відмовився підписувати з гравцем новий контракт і на правах вільного агента Ссеванкамбо перейшов до клубу Аллсвенскан «Естерсунд».
Свій перший гол у складі «Естерсунда» Ісак забив 29 квітня 2019 року. Починаючи з сезону 2020 року Ссеванкамбо перекваліфікувався в опорного півзахисника.

### Збірна
З 2012 року Ісак Ссеванкамбо  викликався на матчі юнацьких збірних Швеції. У 2013 році у складі збірної (U-17) він став бронзовим призером юнацького чемпіонату світу, що проходив на території ОАЕ. У тому ж роціу складі юнацької збірної Швеції Ссеванкамбо досяг півфіналу юнацького чемпіонату Європи.
З 2014 року футболіст провів 21 гру у складі молодіжної збірної Швеції.

## Досягнення
Швеція (U-17)
- Бронзовий призер юнацького чемпіонату світу : 2013